# Maggid Shiur
Un Maggid Shiur (en hébreu "lecteur du shiur") est un rabbin qui donne un cours dans une Yechiva ou un Kollel. Il donne en général un cours avancé sur un sujet précis, sur des thèmes talmudiques.  

## Liste de Maggidei Shiur célèbres
- Yissocher Frand (en), Yechiva Ner Yisroel, Baltimore, Maryland, États-Unis
- Chaim Leib Shmuelevitz
- Joseph B. Soloveitchik[2]
- Naftali Trop[3]
- Yitzchok Tuvia Weiss (en)